# European Petroleum Survey Group
European Petroleum Survey Group o EPSG (1986 – 2005) fue una organización científica vinculada a la industria del petróleo europea. Estaba formada por especialistas que trabajaban en el campo de la geodesia, la topografía y la cartografía aplicadas en relación con la exploración petrolífera. EPSG compiló y difundió el conjunto de parámetros geodésicos EPSG, una base de datos ampliamente utilizada en diferentes ámbitos profesionales que contiene elipsoides, datums, sistemas de coordenadas, proyecciones cartográficas, etc. Las tareas previamente desempeñadas por la EPSG fueron retomadas en 2005 por la International Association of Oil and Gas Producers Surveying and Positioning Committee (OGP). 
Este Sistema de Identificador de Referencia Espacial (SRID, en su acrónimo inglés) continúa conociéndose como EPSG y es accesible a través de Internet, donde se puede descargar una base de datos en formato Microsoft Access publicada por la OGP. La estructura de la base de datos es compatible con la norma ISO 19111. La base de datos se actualiza tres o cuatro veces al año.

## Códigos EPSG de uso común
| Código | Sistema de coordenadas                     | Observaciones |
| ------ | ------------------------------------------ | --- |
| 4326   | WGS84 Lat Lon                              | Sistema mundial para dispositivos GPS. |
| 3857   | WGS84 Web Mercator o WGS84 Pseudo-Mercator | Creado por Google a principios de 2005 para su Google Maps, es utilizado también por otros principales servicios de cartografía por Internet: OpenStreetMap, Bing Maps, etc. A veces referenciado como 900913 (denominado así inicialmente y de manera no oficial por el proyecto OpenLayers), 41001 (codificado así por OSGEO mientras desarrollaba la especificación Tile Map Service), 3785 (código EPSG obsoleto) o 3587 (de manera equivocada, probablemente por un error de transcripción de EPSG:3857). |
| 25829  | UTM ETRS89 29T                             | Sistema de Referencia Terrestre Europeo 1989 referido al huso 29. |
| 25830  | UTM ETRS89 30T                             | Sistema de Referencia Terrestre Europeo 1989 referido al huso 30. |
| 25831  | UTM ETRS89 31T                             | Sistema de Referencia Terrestre Europeo 1989 referido al huso 31. |
| 23029  | UTM ED50 29T                               | Antiguo sistema geodésico de referencia local español European Datum 1950 referido al huso 29. |
| 23030  | UTM ED50 30T                               | Antiguo sistema geodésico de referencia local español European Datum 1950 referido al huso 30. |
| 23031  | UTM ED50 31T                               | Antiguo sistema geodésico de referencia local español European Datum 1950 referido al huso 31. |